# Les cent meilleurs romans de la Modern Library

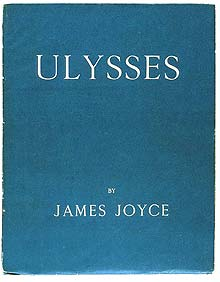
Couverture d’Ulysse, le premier roman de cette liste.

Les cent meilleurs romans de la Modern Library (Modern Library 100 Best Novels), publié en 1998, est un classement des meilleurs romans de langue anglaise du XXe siècle, sélectionnés par la Modern Library parmi 400 romans édités par Random House, propriétaire de Modern Library. Le but de la liste était de « porter la Modern Library à l'attention du public » et de stimuler les ventes de ses livres. Début 1998, la Modern Library a chargé son comité de rédaction de trouver les 100 meilleurs romans. Le conseil était composé de Daniel J. Boorstin, A. S. Byatt, Christopher Cerf, Shelby Foote, Vartan Gregorian, Edmund Morris, John Richardson, Arthur Schlesinger Jr., William Styron et Gore Vidal. Tous sauf Vartan Gregorian étaient publiés par Random House ou un affilié.
| No  | Titre                                  | Auteur(s)                | Année     | Pays              |
| --- | -------------------------------------- | ------------------------ | --------- | ----------------- |
| 1   | Ulysse                                 | James Joyce              | 1922      | Irlande           |
| 2   | Gatsby le Magnifique                   | F. Scott Fitzgerald      | 1925      | États-Unis        |
| 3   | Portrait de l'artiste en jeune homme   | James Joyce              | 1916      | Irlande           |
| 4   | Lolita                                 | Vladimir Nabokov         | 1955      | États-Unis/Russie |
| 5   | Le Meilleur des mondes                 | Aldous Huxley            | 1932      | Royaume-Uni       |
| 6   | Le Bruit et la Fureur                  | William Faulkner         | 1929      | États-Unis        |
| 7   | Catch 22                               | Joseph Heller            | 1961      | États-Unis        |
| 8   | Le Zéro et l'Infini                    | Arthur Koestler          | 1940      | Royaume-Uni       |
| 9   | Amants et Fils                         | D. H. Lawrence           | 1913      | Royaume-Uni       |
| 10  | Les Raisins de la colère               | John Steinbeck           | 1939      | États-Unis        |
| 11  | Au-dessous du volcan                   | Malcolm Lowry            | 1947      | Royaume-Uni       |
| 12  | Ainsi va toute chair                   | Samuel Butler            | 1903      | Royaume-Uni       |
| 13  | 1984                                   | George Orwell            | 1949      | Royaume-Uni       |
| 14  | Moi, Claude                            | Robert Graves            | 1934      | Royaume-Uni       |
| 15  | La Promenade au phare                  | Virginia Woolf           | 1927      | Royaume-Uni       |
| 16  | Une tragédie américaine                | Theodore Dreiser         | 1925      | États-Unis        |
| 17  | Le cœur est un chasseur solitaire      | Carson McCullers         | 1940      | États-Unis        |
| 18  | Abattoir 5 ou la Croisade des enfants  | Kurt Vonnegut            | 1969      | États-Unis        |
| 19  | Homme invisible, pour qui chantes-tu ? | Ralph Ellison            | 1952      | États-Unis        |
| 20  | Un enfant du pays                      | Richard Wright           | 1940      | États-Unis        |
| 21  | Le Faiseur de pluie                    | Saul Bellow              | 1959      | Canada/États-Unis |
| 22  | Rendez-vous à Samarra                  | John O'Hara              | 1934      | États-Unis        |
| 23  | U.S.A. (trilogie)                      | John Dos Passos          | 1930-1936 | États-Unis        |
| 24  | Winesburg-en-Ohio                      | Sherwood Anderson        | 1919      | États-Unis        |
| 25  | Route des Indes                        | E. M. Forster            | 1924      | Royaume-Uni       |
| 26  | Les Ailes de la colombe                | Henry James              | 1902      | États-Unis        |
| 27  | Les Ambassadeurs                       | Henry James              | 1903      | États-Unis        |
| 28  | Tendre est la nuit                     | F. Scott Fitzgerald      | 1934      | États-Unis        |
| 29  | Studs Lonigan (trilogie) (en)          | James T. Farrell         | 1932-1935 | États-Unis        |
| 30  | Le Bon soldat                          | Ford Madox Ford          | 1915      | Royaume-Uni       |
| 31  | La Ferme des animaux                   | George Orwell            | 1945      | Royaume-Uni       |
| 32  | La Coupe d'or                          | Henry James              | 1904      | États-Unis        |
| 33  | Sister Carrie                          | Theodore Dreiser         | 1900      | États-Unis        |
| 34  | Une poignée de cendre                  | Evelyn Waugh             | 1934      | Royaume-Uni       |
| 35  | Tandis que j'agonise                   | William Faulkner         | 1930      | États-Unis        |
| 36  | Les Fous du roi                        | Robert Penn Warren       | 1946      | États-Unis        |
| 37  | Le Pont du roi Saint-Louis             | Thornton Wilder          | 1927      | États-Unis        |
| 38  | Howards End                            | E. M. Forster            | 1910      | Royaume-Uni       |
| 39  | La Conversion                          | James Baldwin            | 1953      | États-Unis        |
| 40  | Le Fond du problème                    | Graham Greene            | 1948      | Royaume-Uni       |
| 41  | Sa Majesté des mouches                 | William Golding          | 1954      | Royaume-Uni       |
| 42  | Délivrance                             | James Dickey             | 1970      | États-Unis        |
| 43  | La Ronde de la musique du temps        | Anthony Powell           | 1951-1975 | Royaume-Uni       |
| 44  | Contrepoint                            | Aldous Huxley            | 1928      | Royaume-Uni       |
| 45  | Le soleil se lève aussi                | Ernest Hemingway         | 1926      | États-Unis        |
| 46  | L'Agent secret                         | Joseph Conrad            | 1907      | Royaume-Uni       |
| 47  | Nostromo                               | Joseph Conrad            | 1904      | Royaume-Uni       |
| 48  | L'Arc-en-ciel                          | D. H. Lawrence           | 1915      | Royaume-Uni       |
| 49  | Femmes amoureuses                      | D. H. Lawrence           | 1920      | Royaume-Uni       |
| 50  | Tropique du Cancer                     | Henry Miller             | 1934      | États-Unis        |
| 51  | Les Nus et les Morts                   | Norman Mailer            | 1948      | États-Unis        |
| 52  | Portnoy et son complexe                | Philip Roth              | 1969      | États-Unis        |
| 53  | Feu pâle                               | Vladimir Nabokov         | 1962      | Russie/États-Unis |
| 54  | Lumière d'août                         | William Faulkner         | 1932      | États-Unis        |
| 55  | Sur la route                           | Jack Kerouac             | 1957      | États-Unis        |
| 56  | Le Faucon maltais                      | Dashiell Hammett         | 1930      | États-Unis        |
| 57  | Parade's End (en)                      | Ford Madox Ford          | 1924-1928 | Royaume-Uni       |
| 58  | Le Temps de l'innocence                | Edith Wharton            | 1920      | États-Unis        |
| 59  | Zuleika Dobson                         | Max Beerbohm             | 1911      | Royaume-Uni       |
| 60  | Le Cinéphile                           | Walker Percy             | 1961      | États-Unis        |
| 61  | La Mort et l'Archevêque                | Willa Cather             | 1927      | États-Unis        |
| 62  | Tant qu'il y aura des hommes           | James Jones              | 1951      | États-Unis        |
| 63  | Les Wapshot                            | John Cheever             | 1957      | États-Unis        |
| 64  | L'Attrape-cœurs                        | J. D. Salinger           | 1951      | États-Unis        |
| 65  | L'Orange mécanique                     | Anthony Burgess          | 1962      | Royaume-Uni       |
| 66  | Servitude humaine                      | William Somerset Maugham | 1915      | Royaume-Uni       |
| 67  | Au cœur des ténèbres                   | Joseph Conrad            | 1902      | Royaume-Uni       |
| 68  | Main Street                            | Sinclair Lewis           | 1920      | États-Unis        |
| 69  | Chez les heureux du monde              | Edith Wharton            | 1905      | États-Unis        |
| 70  | Le Quatuor d'Alexandrie                | Lawrence Durrell         | 1957-1960 | Royaume-Uni       |
| 71  | Un cyclone à la Jamaïque               | Richard Hughes           | 1929      | Royaume-Uni       |
| 72  | Une maison pour monsieur Biswas        | V. S. Naipaul            | 1961      | Trinité-et-Tobago |
| 73  | L'Incendie de Los Angeles              | Nathanael West           | 1939      | États-Unis        |
| 74  | L'Adieu aux armes                      | Ernest Hemingway         | 1929      | États-Unis        |
| 75  | Sensation !                            | Evelyn Waugh             | 1938      | Royaume-Uni       |
| 76  | Le Bel âge de Miss Brodie              | Muriel Spark             | 1961      | Royaume-Uni       |
| 77  | Finnegans Wake                         | James Joyce              | 1939      | Irlande           |
| 78  | Kim                                    | Rudyard Kipling          | 1901      | Royaume-Uni       |
| 79  | Avec vue sur l'Arno                    | E. M. Forster            | 1908      | Royaume-Uni       |
| 80  | Retour à Brideshead                    | Evelyn Waugh             | 1945      | Royaume-Uni       |
| 81  | Les Aventures d'Augie March            | Saul Bellow              | 1953      | Canada/États-Unis |
| 82  | Angle d'équilibre                      | Wallace Stegner          | 1971      | États-Unis        |
| 83  | À la courbe du fleuve                  | V. S. Naipaul            | 1979      | Trinité-et-Tobago |
| 84  | Les Cœurs détruits                     | Elizabeth Bowen          | 1938      | Irlande           |
| 85  | Lord Jim                               | Joseph Conrad            | 1900      | Royaume-Uni       |
| 86  | Ragtime                                | E. L. Doctorow           | 1975      | États-Unis        |
| 87  | Un conte de bonnes femmes              | Arnold Bennett           | 1908      | Royaume-Uni       |
| 88  | L'Appel de la forêt                    | Jack London              | 1903      | États-Unis        |
| 89  | Amour                                  | Henry Green              | 1945      | Royaume-Uni       |
| 90  | Les Enfants de minuit                  | Salman Rushdie           | 1981      | Royaume-Uni       |
| 91  | La Route au tabac                      | Erskine Caldwell         | 1932      | États-Unis        |
| 92  | L'Herbe de fer                         | William J. Kennedy       | 1983      | États-Unis        |
| 93  | Le Mage                                | John Fowles              | 1965      | Royaume-Uni       |
| 94  | La Prisonnière des Sargasses           | Jean Rhys                | 1966      | Royaume-Uni       |
| 95  | Sous le filet                          | Iris Murdoch             | 1954      | Irlande           |
| 96  | Le Choix de Sophie                     | William Styron           | 1979      | États-Unis        |
| 97  | Un thé au Sahara                       | Paul Bowles              | 1949      | États-Unis        |
| 98  | Le facteur sonne toujours deux fois    | James M. Cain            | 1934      | États-Unis        |
| 99  | L'Homme de gingembre                   | J. P. Donleavy           | 1955      | États-Unis        |
| 100 | La Splendeur des Amberson              | Booth Tarkington         | 1918      | États-Unis        |